# Romulea tortuosa
Romulea tortuosa är en irisväxtart som först beskrevs av Martin Heinrich Karl von Lichtenstein, Johann Jakob Roemer och Schult., och fick sitt nu gällande namn av John Gilbert Baker. Romulea tortuosa ingår i släktet Romulea och familjen irisväxter.

## Underarter
Arten delas in i följande underarter:
- R. t. aurea
- R. t. depauperata
- R. t. tortuosa